# Temple Malatesta
Pour les articles homonymes, voir Malatesta.
Le temple Malatesta ou temple de Malatesta (en italien : Tempio Malatestiano) est le nom communément donné à la cathédrale de Rimini, portant le titre de Santa Colomba. Il abrite les tombeaux de la famille de Sigismond Malatesta.

## Histoire
Une première église bénédictine, Santa Maria in Trivio, existait dès le IXe siècle. Elle fut remplacée au XIIe siècle par l’église conventuelle San Francesco (consacrée à saint François) de style gothique.
Au XVe siècle, Sigismond Malatesta (1417-1468), condottiere et seigneur de Rimini, décida de reconstruire l'église San Francesco, dans laquelle étaient enterrés ses ancêtres, mais qui ne convenait plus à sa volonté de grandeur, pour en faire un véritable mausolée pour sa dynastie. « L’agrandissement des chapelles votives n’était pas suffisant : une grande chapelle, dédiée à saint Sigismond fut prévue, à la fin de 1447, et finalement, le renouvellement entier de l’édifice, pour lequel Malatesta demanda au pape Nicolas V l'assistance d'Alberti.» À ce moment, l'architecte humaniste a encore peu construit. Il transforme la vieille église gothique en un manifeste du nouvel art. En effet, Alberti souhaite réhabiliter les arts plastiques, considérés au Moyen Âge comme inférieurs aux arts intellectuels comme la grammaire ou la musique. Il se tourne résolument vers l'art romain marqué par un idéal de beauté abstraite, une harmonie fondée sur la croyance en l'équilibre, la rationalité et la confiance de soi. Les épigraphes grecques gravées sur les flancs du bâtiment affirment que l'église est dédiée à Dieu et à la cité, alors que dans les faits, elle est l'œuvre d'un prince et de son architecte.  Matteo de' Pasti réalisa pour l’occasion une médaille qui montre l'état final du projet d'Alberti.
Le plan d'Alberti est à une nef unique et huit chapelles. C'est Matteo de' Pasti, enlumineur et médailliste, qui fut chargé du chantier en qualité d'architecte, tandis qu'Agostino di Duccio, florentin banni depuis 1441, vint de Venise en 1449 pour s'occuper de la sculpture.
Agostino di Duccio et Matteo de' Pasti collaborèrent pour la réalisation du décor, inspiré par les humanistes Basinio da Parma et Roberto Valturio. Malatesta ramena d'une expédition menée contre Mistra la dépouille de Gemiste Pléthon, qui semble avoir inspiré quelques-uns des mystères antiques du temple Malatesta. Il lui donna une sépulture dans une des niches latérales du temple.
Sigismond Malatesta avait prévu que son sarcophage devait reposer dans cette église en forme de temple, peut-être en l'envisageant à l'origine en son centre. Il voulut réunir en ce lieu les formes les plus modernes de l'art et de la culture humaniste pour célébrer sa propre gloire. Une inscription sur la façade indique que le bâtiment est un ex-voto en action de grâce pour les succès militaires remportés en 1448.
La glorification profane et la dévotion y sont étroitement liées, les statues de saints nombreuses et les tombes dans le goût de l'époque. Le décor sculpté mêle les images pieuses aux figures héraldiques et aux motifs décoratifs et didactiques. Les armes et les emblèmes des Malatesta, l'éléphant et la rose-cruciforme, y sont répétées plus de 500 fois.
Le pape Pie II condamna le mélange de thèmes religieux et de thèmes empruntés à l'Antiquité et à la mythologie, dans ses Commentaires. Pour lui, le nouvel édifice était « rempli d'œuvres païennes au point qu'il semblait moins une église chrétienne que le temple d'infidèles adorant le démon. »
À partir de 1456, la situation de Sigismond Malatesta devient difficile. Il est isolé politiquement et sans condotta, donc sans ressources. Le chantier du temple se poursuit jusqu'en 1460, quand Sigismond est contraint de l'abandonner. Les artistes se dispersent et beaucoup partent pour Urbino.
La mort de Sigismond Malatesta, survenue le 9 octobre 1468, entraîne l’arrêt définitif des travaux. L’immense coupole sur nervures inspirée de celle de Brunelleschi à Santa Maria del Fiore de Florence qui était prévue à la croisée du transept ne fut jamais construite, pas plus que le transept. Le programme iconographique resta inachevé.
Pendant ses dix années de règne, Roberto Malatesta, le fils de Sigismond, essaie d'achever le Temple. Quand il meurt en 1482, le pape le fait enterrer à Saint-Pierre-de-Rome, loin du mausolée familial qui n'abrite en fait que quelques tombes qui témoignent de la gloire éphémère des Malatesta.

## Les chapelles
Elles sont au nombre de huit :
À droite (par rapport à l'entrée) :

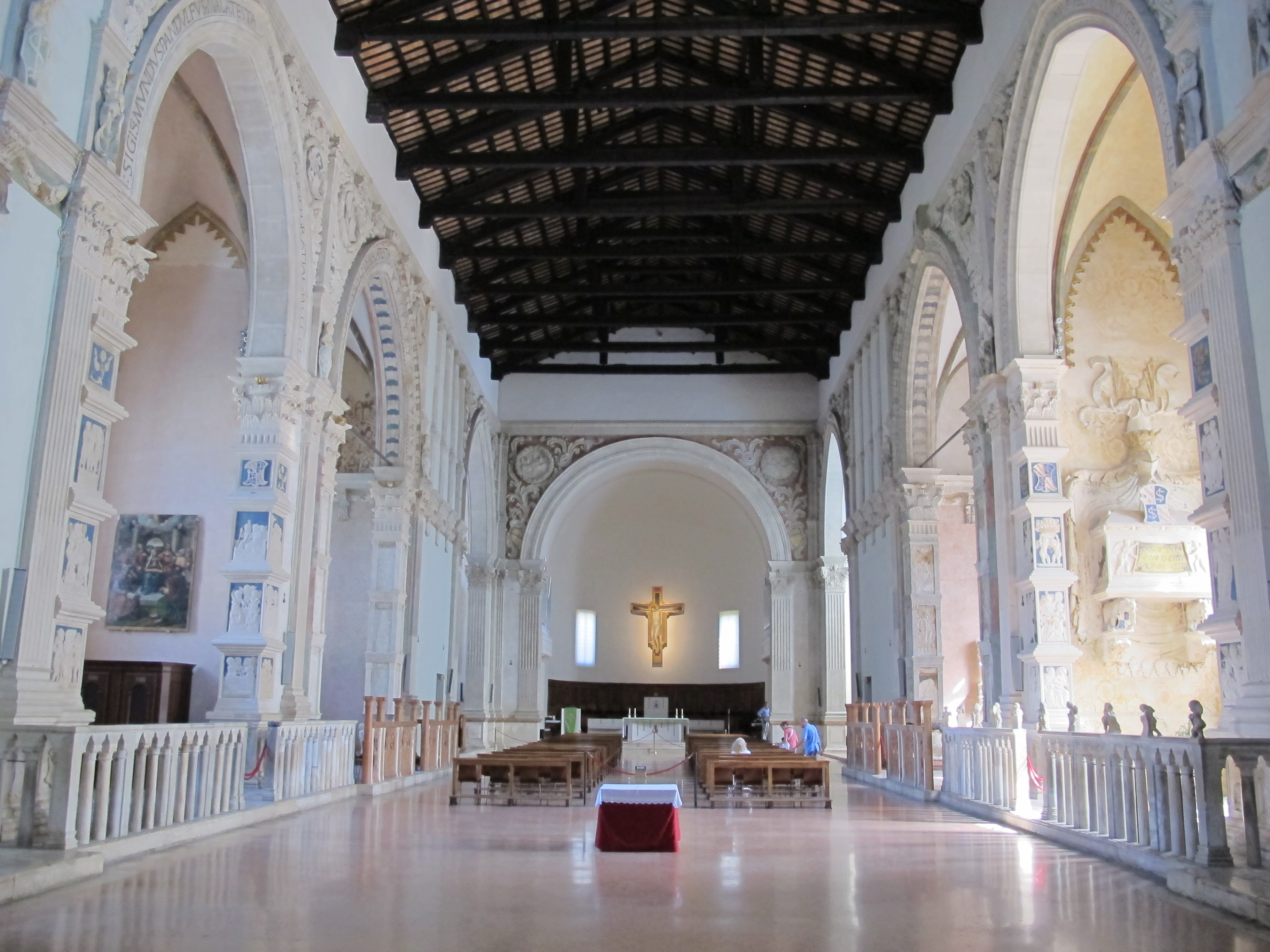
Nef et chapelles du temple Malatesta.

- La chapelle de saint Sigismond (Cappella di San Sigismondo) ;
- La chapelle de saint Michel Archange (Cappella di San Michele Arcangelo). Elle contient le tombeau d'Iseult des Actes ;
- La chapelle des Planètes (Cappella dei Pianeti). Les piliers ont été décorés par Agostino da Duccio. Il a représenté des sujets mythologiques, comme le dieu Mars brandissant son épée et son bouclier, ou Vénus sur un char tiré par deux cygnes[5]

À gauche (par rapport à l'entrée) :
- La chapelle des Martyrs (Cappella dei Martiri). Elle contient une Pietà en albâtre du début du Quattrocento ;
- La chapelle des Morts (Cappella dei Caduti) ;
- La chapelle de San Gaudenzo (Cappella di San Gaudenzo). San Gaudenzo est le saint patron de la ville de Rimini. Son reliquaire en argent a été offert à la cathédrale par le Pape Pie IX ;
- La chapelle de Saint Joseph (Cappella di San Giuseppe) ;
- La chapelle du Saint Sacrement (Cappella del SS. Sacramento).

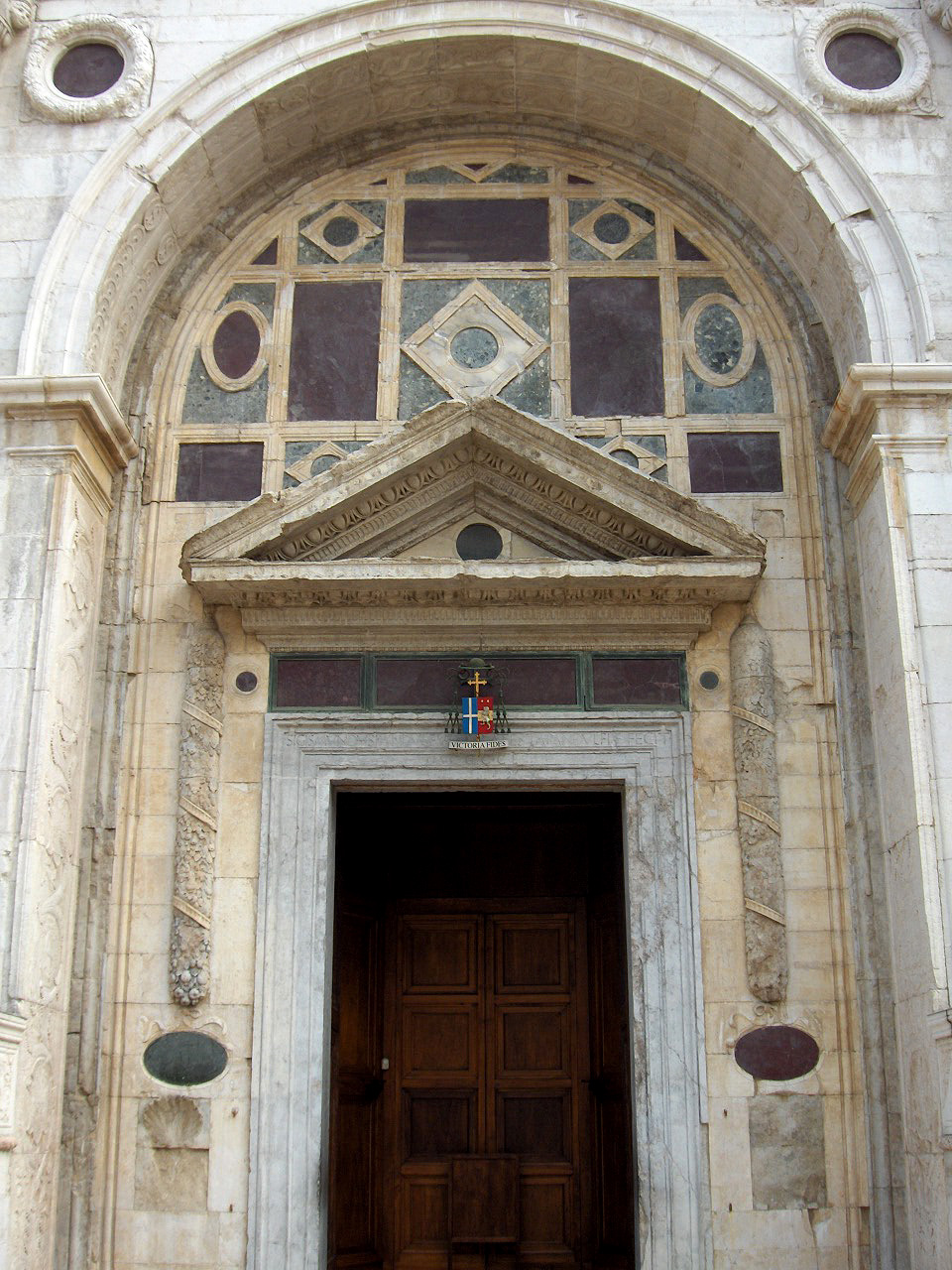
Portail du temple Malatesta, par Leon Battista Alberti.

## Architecture et sculpture
L'église des Franciscains n'est pas détruite, mais disparaît derrière de grands murs latéraux, conçus comme une coque enserrant l'ancien édifice sous un revêtement de marbre, pillé sur les plus beaux monuments antiques de Ravenne. Douze niches monumentales sont ménagées dans les flancs extérieurs.
La façade, inspirée de l'arc d'Auguste, reste inachevée dans ses parties hautes ; elle été construite avec les marbres provenant de la basilique Sant'Apollinare in Classe de Ravenne. Elle célèbre son mécène, Sigismond Malatesta, capitaine illustre, assimilé aux plus grands empereurs romains. 
Les tombeaux de la famille Malatesta sont placés sous les arcatures du flanc droit (première chapelle) : au nombre de sept, elles sont dues à Agostino di Duccio et à son atelier, comme de nombreuses décorations. Les Transennes de marbre du Véronais Matteo de' Pasti isolent les chapelles de la nef gothique. Le tombeau d'Isotta degli Atti, troisième et dernière femme de Sigismond, avec les armoiries des Malatesta — la Rose (amour des lettres et des arts), et l'Éléphant (férocité) — est l'œuvre de Matteo de' Pasti (deuxième chapelle à droite).

## Le temple humaniste
Roberto Valturio (1405-1475), humaniste et ingénieur militaire de Sigismond, célèbre le temple de Rimini parce qu'il offre un répertoire d'images savantes, accessibles aux seuls initiés, aux lettrés, litterarum periti.
Le décor peint et sculpté délivre de nombreux messages adressés aux seuls humanistes capables de les comprendre. Deux reliefs figurent dans la tombe à enfeu qui commémore les ancêtres de la famille Malatesta : à gauche, le temple de Minerve avec les philosophes et les sages ; à droite, le char du triomphe. Minerve illustre la probitas, la vertu, et le char romain, fortitudo, la force, deux vertus dont s'enorgueillit Sigismond. Dans la chapelle de la première travée dédiée à saint Jérôme, les Arts libéraux sont conduits par Apollon, tandis que dans celle dédiée à saint Augustin, trônent les dieux planétaires. Les textes de Macrobe, auteur de l'Antiquité tardive, les Saturnales et le Commentaire du Songe de Scipion sur l'immortalité, permettent d'interpréter ces étranges associations.
Le voyageur et archéologue Cyriaque d'Ancône qui a parcouru la Grèce et l'humaniste Francesco Filelfo, qui ont tous deux côtoyé Gemiste Pléton, chef de l'école de Mistra et représentant du néoplatonisme moderne, que Sigismond considère comme son maître à penser, fréquentent la cour de Rimini. Lors de son expédition à Mistra contre les Turcs, il a l'occasion de rapporter sa dépouille à Rimini et le fait enterrer dans un sarcophage placé dans une des niches latérales du temple.
Plus qu'un monument d'autocélébration, le temple Malatesta exprime dans sa monumentalité et au travers de l'image, les conceptions politiques et religieuses de son commanditaire.

## Peintures
- Les chiffres entrelacés de Sigismond et d'Isotta (S et I) se retrouvent partout dans l'édifice (Agostino di Duccio et son atelier).
- Sigismond Malatesta en prière devant saint Sigismond, fresque a été peinte en 1451 pendant le séjour de Piero della Francesca à Rimini sur le mur de l'actuelle chapelle des reliques, autrefois chapelle San Sigismondo.
- Crucifix de Giotto di Bondone, 430 х 303 cm ;

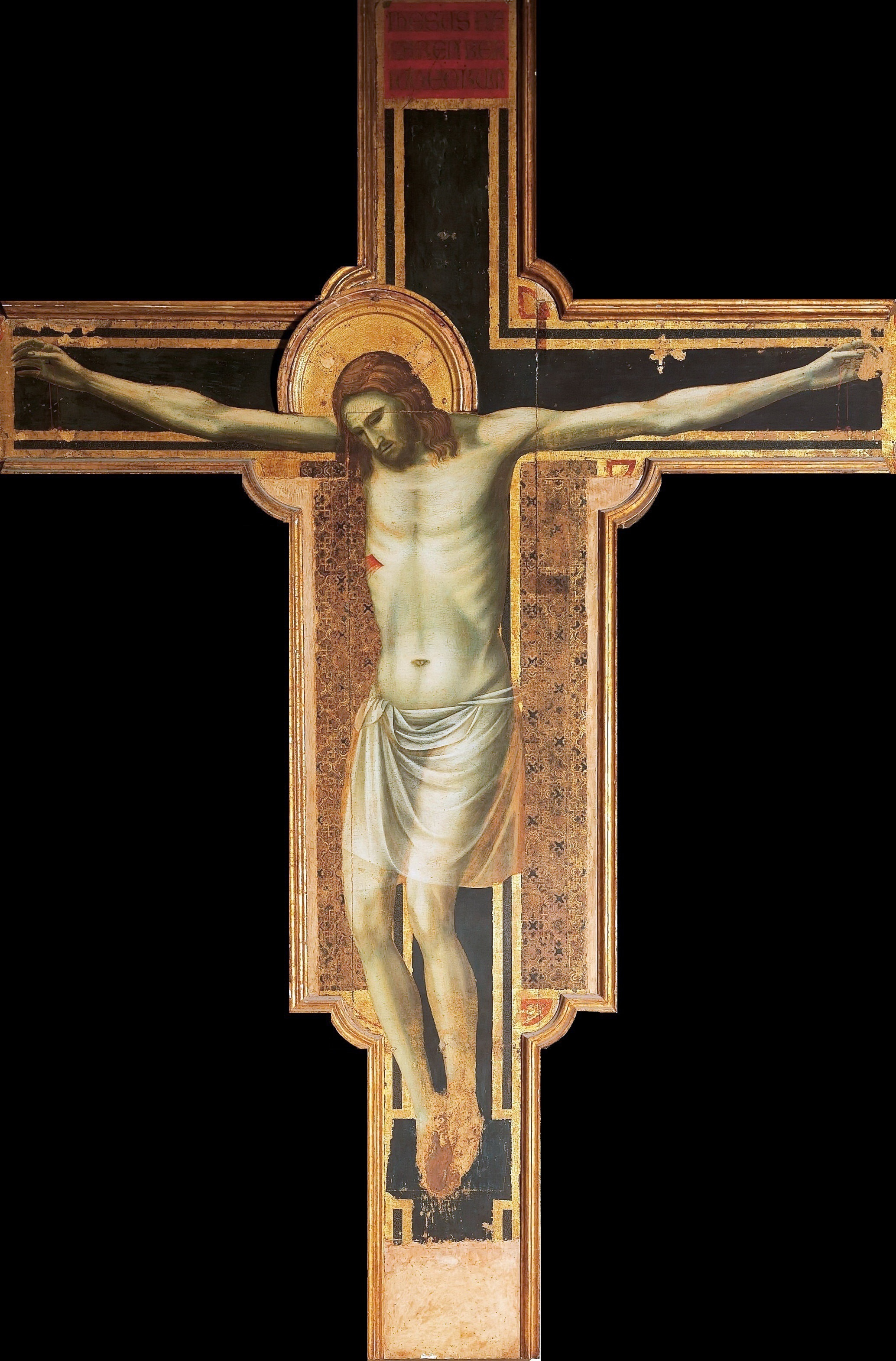
Crucifix de Giotto,  entre 1310 et 1317, tempera et or sur bois.
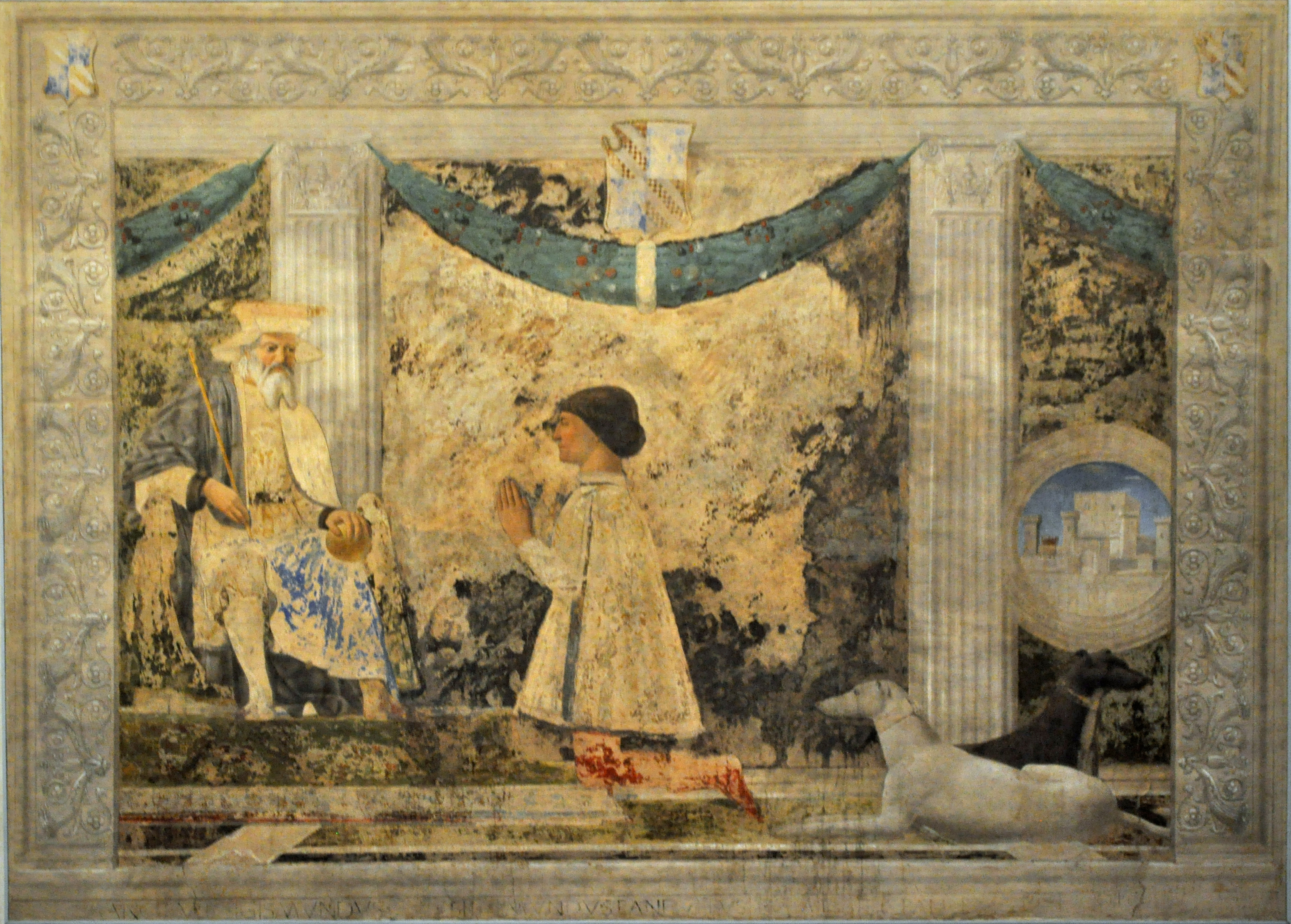
Sigismond Malatesta priant saint Sigismond, fresque de Piero della Francesca.
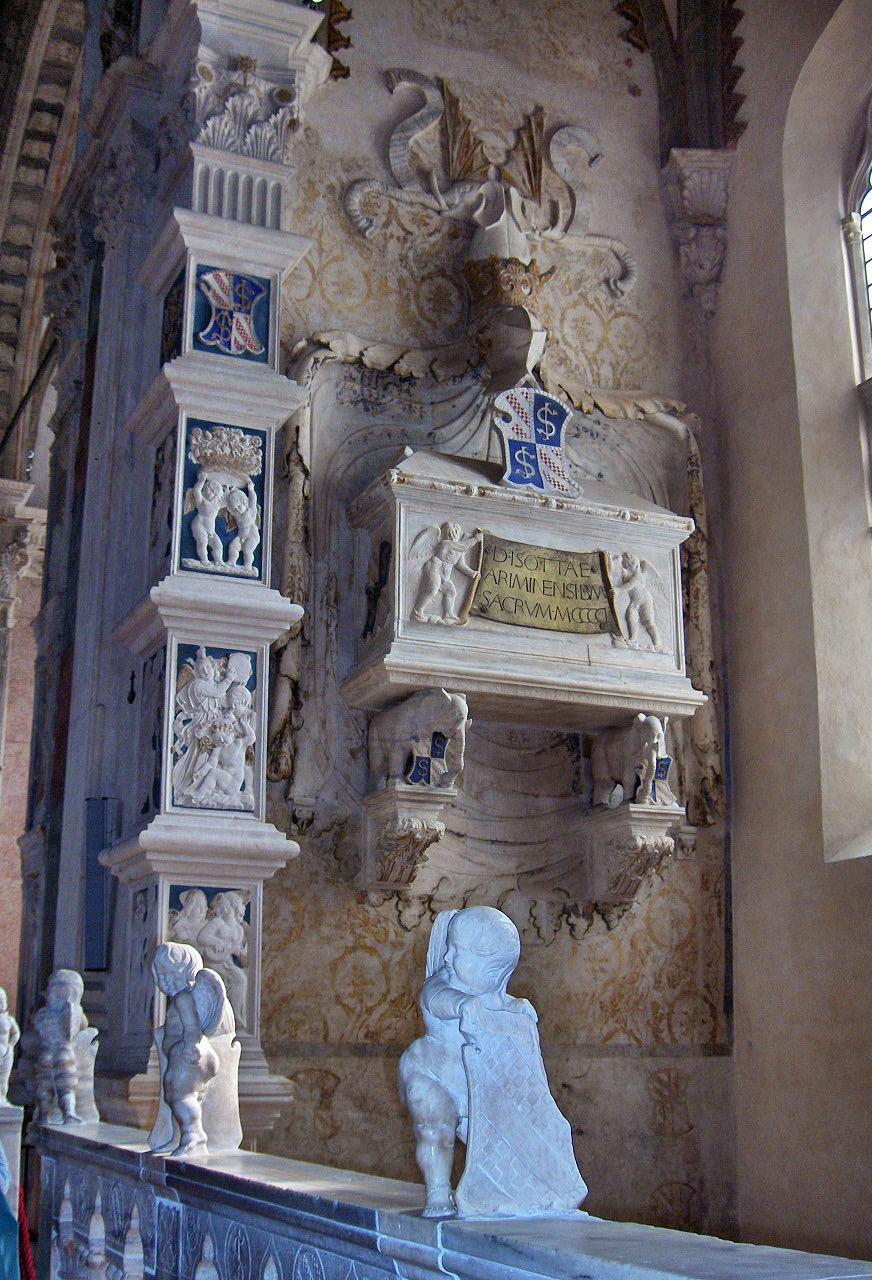
Tombeau d'Isotta degli Atti.
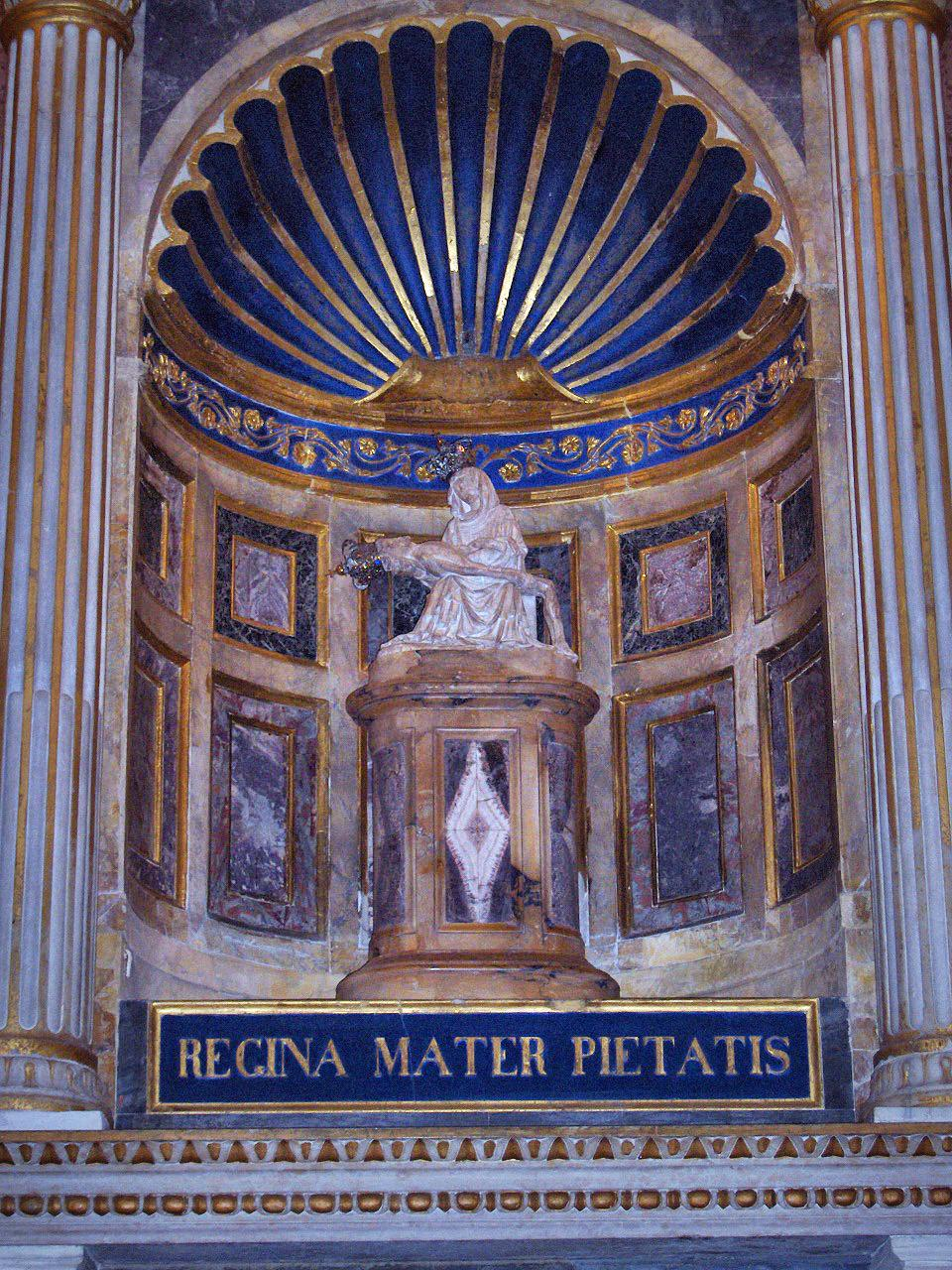
Pietà de la chapelle des martyrs.
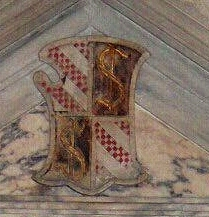
Chiffres S et I.